# Damernas poänglopp i bancykling vid olympiska sommarspelen 2004
Damernas poänglopp i bancykling vid olympiska sommarspelen 2004 ägde rum i Parnitha Olympic Mountain Bike Venue.
Detta bancykelformat består av ett enda lopp. Loppet är 40 kilometer långt, vilket motsvarar 160 varv. Den cyklist som i slutet av loppet fått först poäng vinner. Det finns två sätt att ta poäng på; det första sättet är att varva gruppen. Varje gång en cyklist tar ett helt varv på klungan, får han 20 poäng. Om en cyklist tappar ett helt varv till klungan, förlorar han å andra sidan 20 poäng. Det andra sättet att ta poäng på är att ta poäng i spurterna som kommer vart tionde varv. De första cyklisterna får poäng i fallande ordning. Ettan får 5 poäng, tvåan 3 poäng, tvåan 2 poäng och fyran 1 poäng.

## Medaljörer
| Event              | Guld                     | Silver                       | Brons                      |
| Damernas poänglopp | Olga Slyusareva Ryssland | Belem Guerrero Méndez Mexiko | María Luisa Calle Colombia |

## Resultat
| Rank | Name                         | Points |
| ---- | ---------------------------- | ------ |
| 1    | Olga Slyusareva (RUS)        | 20     |
| 2    | Belem Guerrero (MEX)         | 14     |
| 3    | María Luisa Calle (COL)      | 12     |
| 4    | Erin Mirabella (USA)         | 9      |
| 5    | Vera Carrara (ITA)           | 8      |
| 6    | Sarah Ulmer (NZL)            | 8      |
| 7    | Gema Pascual (ESP)           | 7      |
| 8    | Katherine Bates (AUS)        | 7      |
| 9    | Katrin Meinke (GER)          | 5      |
| 10   | Yoanka González (CUB)        | 5      |
| 11   | Adrie Visser (NED)           | 5      |
| 12   | Emma Davies (GBR)            | 4      |
| 13   | Sonia Huguet (FRA)           | 2      |
| 14   | Meifang Li (CHN)             | 1      |
| 15   | Lada Kozlikova (CZE)         | 0      |
| 16   | Kyriaki Konstantinidou (GRE) | -18    |
| 17   | Kim Yong-Mi (KOR)            | -19    |
| 18   | Lyudmyla Vypyraylo (UKR)     | -20    |
| —    | Santia Tri Kusuma (INA)      | DNF    |